# Skerton
Skerton – dzielnica miasta Lancaster w Anglii, w hrabstwie Lancashire, w dystrykcie Lancaster. W 1891 roku civil parish liczyła 311 mieszkańców. Skerton jest wspomniana w Domesday Book (1086) jako Schertune.

## Etymologia
Źródło:

Nazwa miejscowości na przestrzeni wieków:
- 1086 w. – Schertune
- 1200 w. – Skerton
- 1201 w. – Stortun
- 1200 w. – Skereton i Sherton